# 1354
Évszázadok: 13. század – 14. század – 15. század
Évtizedek: 1300-as évek – 1310-es évek – 1320-as évek – 1330-as évek – 1340-es évek – 1350-es évek – 1360-as évek – 1370-es évek – 1380-as évek – 1390-es évek – 1400-as évek
Évek: 1349 – 1350 – 1351 – 1352 –  1353 – 1354 – 1355 – 1356 – 1357 – 1358 – 1359

## Események
- I. Lajos magyar király és III. Kázmér lengyel király serege Litvánia ellen vonul és elfoglalja Volhíniát és Podóliát. Ezután Lajos békét köt a tatár kánnal.
- szeptember 11. – Marino Falier velencei dózse megválasztása (1355-ig uralkodik).
- december 4. – VI. Jóannész bizánci ellencsászár lemondása.
- A Lao Királyság alapítása.

## Születések
- I. Bajazid, az Oszmán Birodalom szultánja († 1403).
- Jobst német király   († 1411).

## Halálozások
- augusztus 9. – István herceg
- október 8. – Cola di Rienzo római néptribun. (meggyilkolták)